# Canto romano antiguo
El canto romano antiguo es el repertorio litúrgico del canto llano en el rito romano de la Iglesia católica que se interpretaba antiguamente en Roma, emparentado muy de cerca, pero distinto del canto gregoriano, que fue suplantando gradualmente al primero durante los siglos XI a XIII. Al contrario que otras tradiciones vocales como el canto ambrosiano, el canto mozárabe o el canto galicano, el canto romano antiguo y el canto gregoriano comparten básicamente la misma liturgia y los mismos textos, y muchas de sus melodías están muy relacionadas. Aunque principalmente estaba asociado con las iglesias de Roma, el canto romano antiguo también se desarrolló en zonas del centro de Italia y posiblemente incluso en Gran Bretaña e Irlanda.

## Historia
El canto que hoy llamamos "romano antiguo" proviene principalmente de un pequeño número de fuentes, entre las que se encuentran tres graduales y dos antifonarios de entre 1071 y 1250. Aunque son posteriores a muchas de las fuentes de notación de otras tradiciones vocales, este canto recibe el nombre de "romano antiguo" porque se cree que refleja la tradición oral Romana de varios siglos atrás, hasta que su uso fue reemplazado por el canto gregoriano.
Existen muchas teorías acerca de los orígenes del canto gregoriano y el canto antiguo romano, pero la hipótesis más aceptada, postula que ambas tradiciones vocales provienen de un mismo antepasado romano utilizado alrededor del año 750. Para consolidar el poder eclesiástico y fortalecer sus lazos políticos con el poder de la iglesia Romana, los Francos llevaron este canto romano antiguo hacia el norte, especialmente durante el mandato de los gobernantes carolingios Pipino el Breve y Carlomagno. Allí fue consecuentemente modificado, influido por los estilos locales y el canto galicano, y categorizado en el sistema de ocho modos. Este canto carolingio, o franco-romano, pasó a ser conocido como canto gregoriano. Mientras tanto, el canto local que había permanecido en Roma evolucionó gradualmente hacia la forma en la que comenzó eventualmente a ser anotada, al mismo tiempo que el gregoriano lo sustituyó en Roma.
Otra teoría, mantenida por Hans Schmidt, sugiere que lo que hoy llamamos canto romano antiguo refleja el usado en las iglesias urbanas de Roma, en contraposición con los cantos utilizados en el Vaticano para las ceremonias papales, y que fue este último es que fue llevado al norte y evolucionó hacia el canto gregoriano. Esto podría explicar las diferencias entre el canto gregoriano temprano y el canto romano local, que eran patentes incluso durante la Edad Media. Sin embargo, esta visión es compartida de forma minoritaria.
En el caso de otras tradiciones vocales desaparecidas, como el canto galicano, el canto mozárabe, y el canto beneventano, se concibe que la supremacía romana en occidente tendió a sustituir las liturgias y tradiciones vocales no romanas. Parece que la sustitución del propio canto local de Roma requiere alguna otra explicación. Esto se debe a la influencia de varios factores. En el siglo X realmente no se anotaban manuscritos musicales en Italia. Se desarrolló un modelo mediante el que los Papas Romanos importaron el canto de los emperadores del Sacro Imperio Romano Germánico durante los siglos X y XI. Por ejemplo, en 1014 se añadió el Credo al rito romano por solicitud del emperador Enrique II. Las tradiciones musicales locales de Roma ya habían mostrado influencias gregorianas, y eventualmente el gregoriano se tomó como el canto auténtico y original de Roma, una mal concepción que perdura hasta el día de hoy.

## Características generales
El canto romano antiguo se define fundamentalmente a partir de su papel en la liturgia del rito romano, distinguiéndolo de las liturgias galas del norte como el rito galicano y el rito ambrosiano. El canto gregoriano y el romano antiguo comparten fundamentalmente la misma liturgia, pero el canto romano antiguo no posee algunos de los cambios que los Carolingios hicieron a la liturgia romana. Existen versiones tanto romanas antiguas como gregorianas para la mayoría de los cantos de la liturgia, empleando ambas el mismo texto a excepción de cuarenta de ellos. Sus cantos correspondientes, suelen, asimismo, utilizar melodías emparentadas. La separación entre el gregoriano y el romano antiguo parece haber tenido lugar después del año 800, puesto que la festividad de Todos los Santos, un añadido relativamente tardío al calendario litúrgico, tiene cantos marcadamente diferentes entre las dos tradiciones. La tradición romana antigua parece haber conservado los textos de forma más fidedigna; los textos romanos antiguos a menudo reflejan las fuentes carolingias más tempranas de forma más exacta que las fuentes gregorianas posteriores.
Musicalmente, hay un cierto número de similitudes entre los cantos gregorianos y sus homólogos romanos antiguos. Además de los parecidos en los textos anotados encima, las melodías romanas antiguas y gregorianas correspondientes suelen empezar y terminar las frases musicales en los mismos puntos. Utilizan entonaciones similares para los íncipits, tonos de recitación y cadencias. Al contrario que la mayoría del resto de tradiciones vocales, en ocasiones repiten palabras dentro de un texto, y ambas tradiciones repiten esas palabras en los mismos lugares. Los cantos correspondientes de las dos tradiciones suelen encontrarse en el mismo modo, aunque esto parece ser el resultado de la influencia posterior del gregoriano sobre el repertorio romano antiguo, ya que estos cantos parecidos suelen tener tonalidades muy distintas.
Los cantos homónimos en los repertorios gregoriano y romano antiguo se diferencian principalmente en la ornamentación y detalles superficiales. En los cantos romanos antiguos la melodía evoluciona por grados conjuntos y ondula más suavemente que los cantos gregorianos. Los saltos, incluso los de tercera, son mucho menos comunes en los cantos romanos antiguos que en los gregorianos. Los cantos gregorianos suelen tener estructura pentatónica, reforzada por sus saltos, mientras que los cantos romanos antiguos son de estructura más simple, pero más ornamentados, con mayor cantidad de notas. Los cantos romanos antiguos tienen un movimiento melódico intrincado dentro de un ámbito reducido, con pequeños motivos melódicos que se repiten, que son habituales en la tradiciones vocales italianas, como la ambrosiana y la beneventana. Los cantos romanos antiguos son habitualmente muy melismáticos, con melismas que se mezclan entre sí y oscurecen la estructura melódica subyacente.
A diferencia del canto gregoriano, el antiguo romano es frecuentemente acompañado de vocalizaciones a modo de bordones que añaden de soporte armónico, por lo que estrictamente hablando no se puede considerar en realidad verdadera monodia sino primitiva homofonía, si bien las vocalizaciones no se consideran estrictamente canto pero evidentemente son ´sonido´. Esta característica lo asemeja al canto bizantino.

## Formas musicales

### Los cantos de la Misa
El ordinario de la misa parece haber sido tomado directamente del repertorio gregoriano. Los cantos del propio de la misa tienen algunas características especiales.
Los introitos de la misa romana antigua mantenían el versus ad repetendum, una repetición del versículo que ha desaparecido en el canto gregoriano a partir del siglo XI. Musicalmente, los introitos antiguos romanos se asemejan a sus homólogos gregorianos, aunque los pasajes melismáticos eran más ornamentados mientras que los pasajes silábicos eran más simples.
Los graduales romanos antiguos experimentan las mismas familias de centonizaciones que sus homólogos gregorianos, aunque con ciertas variaciones. Por ejemplo, hay una familia de graduales romanos antiguos relacionados con la familia de graduales gregorianos Iustus ut palma, que toma el nombre de uno de estos últimos, pero la versión antigua romana del Iustus ut palma no pertenece en sí misma a esta familia.
Los Alleluias romanos antiguos tienen una melodía secunda o alleluia secundus, una repetición elaborada del jubilus de entrada, similar al Alleluia del canto ambrosiano. Hay un menor número de melodías distintas del Alleluia que en el repertorio gregoriano, y al contrario que los Alleluias gregorianos, algunos de los romanos antiguos contienen versículos en griego.
Algunos de los ofertorios romanos antiguos usaban de forma reiterada un neuma llamado torculus, tales como un patrón repetitivo de las notes re-mi-do. Esta es una de las fórmulas musicales más distintivas del repertorio. Algunos ofertorios también incluían melismas extendidos de un estilo que no se ha encontrado en ningún otro canto o tradición vocal.

### Los cantos del Oficio
Se sabe menos de los cantos del Oficio. De todos los responsorios del canto romano antiguo solo existen alrededor de la mitad de las melodías que en el repertorio gregoriano. Originalmente, los repertorios antiguos romanos repetían el responsorio por completo después del versículo. Esta práctica ha sobrevivido para muchas de las fiestas principales. La mayoría de los responsorios antiguos romanos repiten solo una parte del responsorio, una práctica que fue tomada de las convenciones gregorianas. No se ha encontrado prácticamente ningún himno en los oficios romanos antiguos; la existencia de una mayor cantidad de himnos en los oficios gregorianos refleja la influencia posterior de la regla de San Benito.